# محزم ابو سطل
محزم أبو سطل هو صنف من أصناف الزيتون السوري، يكون ثمره عند النضج أسود اللون كبير الحجم متطاول الشكل.

## الاستفادة
تتم زراعة هذا الصنف من الزيتون من أجل الاستفادة منه كزيتون مائدة الإنتاجية العالية ونسبة الزيت فيه قليلة وتتراوح بين 9 إلى 12 بالمئة من وزن الحبة.

## الإنتاجية
إنتاجية الشجرة سنويا تتراوح بين 50 إلى 100 كيلو غرام سنويا.

## الاحتياجات المائية
الاحتياجات المائية لشجرة الزيتون محزم أبو سطل تتراوح 450-800 ملم سنويا ملم سنويا فهو غير مقاوم للجفاف وبالتالى فإنه يحتاج للري المستمر ويزرع في حمص وحماة ودرعا.

## مقاومة الأمراض
شجرة زيتون محزم أبو سطل غير مقاومة لحفار الساق و مقاومة لعين الطاووس.

## طالع أیضا
- زيتون
- جلط تدمري
- مهاطي
- خضيري
- مصعبي
- قيسي
- جلط
- دعيبلي
- صوراني